# Kirchenfeld-Schosshalde
Kirchenfeld-Schosshalde ist der Stadtteil IV von sechs Berner Stadtteilen. Er befindet sich im Osten der Stadt und umfasst die statistischen Bezirke Beundenfeld, Brunnadern, Gryphenhübeli, Kirchenfeld, Murifeld und Schosshalde.
Die Wohnbevölkerung betrug 2022 27'565 Personen, davon 21'809 Schweizer und 5'747 Ausländer.

## Besonderheiten

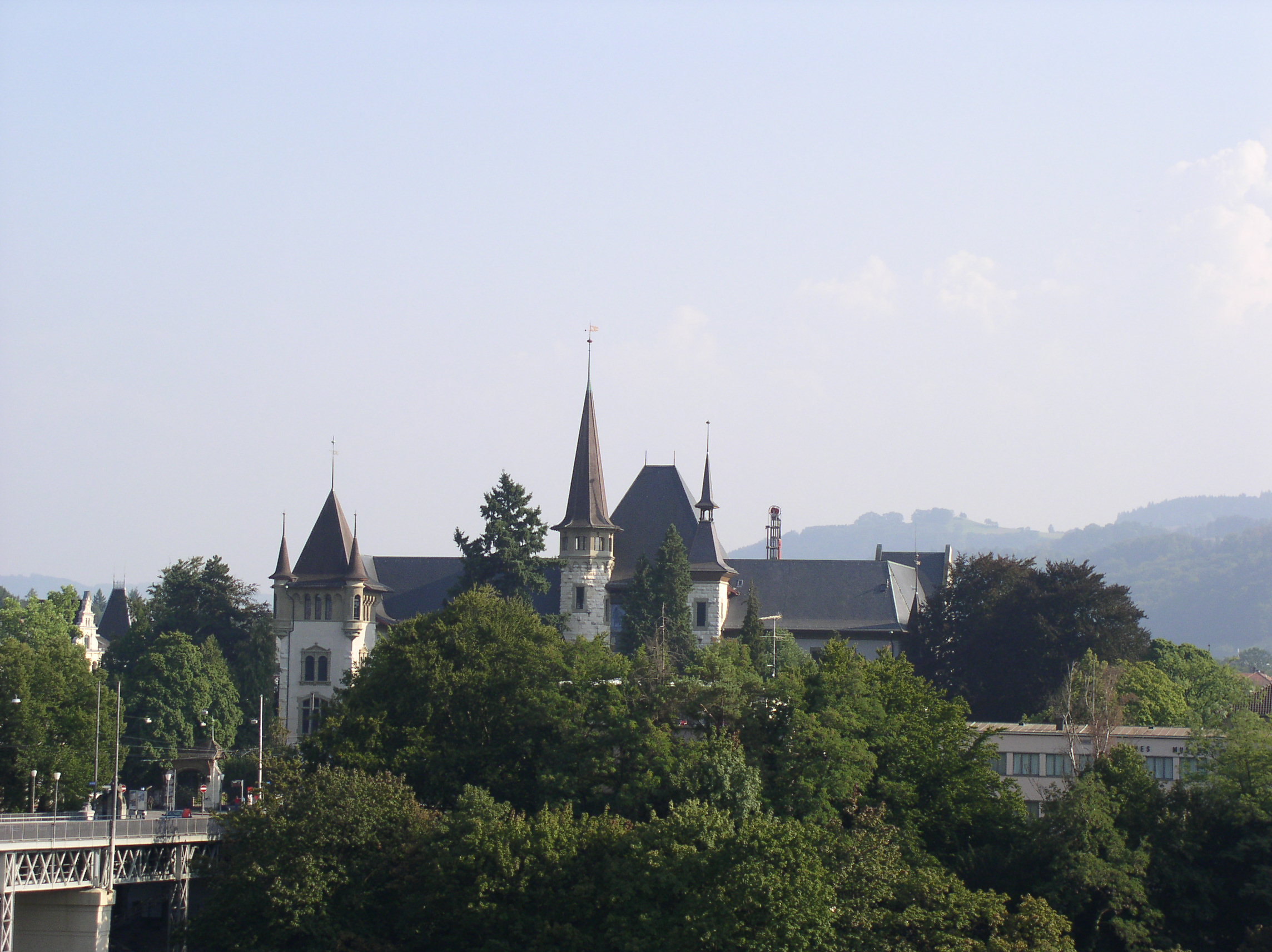
Historisches Museum Bern

Der Stadtteil IV liegt zentrumsnah, ist stark begrünt und enthält zahlreiche Museen (Historisches Museum Bern, Museum für Kommunikation Bern, Alpines Museum der Schweiz, Kunsthalle Bern), Botschaften und Schulen (Schulkreis 1). 
Auch Verwaltungen und Einrichtungen des Bundes, wie z. B. die Wettbewerbskommission WEKO, das Schweizerische Bundesarchiv, die Eidgenössische Münzstätte Swissmint, das Staatssekretariat für Bildung, Forschung und Innovation SBFI, die Schweizerische Nationalbibliothek NB oder das Bundesamt für Kultur, haben hier ihren Sitz. 
Der Stadtteil enthält Elemente einer historischen Stadtplanung (Kirchenfeld), der Gartenstadtbewegung (Brunnadernquartier) oder die in den 1970er-Jahren modernen Hochhaussiedlungen (Wittigkofen). Er gehört zu den beliebtesten Wohngegenden und beherbergt rund 18 Prozent der Stadtbevölkerung.

## Quartiermitwirkung
Gemäss «Reglement über die politischen Rechte» (RPR) der Stadt Bern vertritt die Quartiervertretung Stadtteil IV (QUAV 4) die Interessen der Quartierbevölkerung und sichert deren Partizipation. Delegierte von 32 Vereinigungen des Quartieres mit Stimmrecht sind Mitglieder, davon vertreten 13 politische Parteien. Die Übrigen vertreten lokale Quartiervereinigungen unterschiedlicher Grösse oder einzelne Interessengruppen. Quav 4 unterhält eine eigene Geschäftsstelle. 2019 wurden 10 öffentliche und 2 zusätzliche Sitzungen durchgeführt. Die Funktion als «Klagemauer für Einzelinteressen» werde eher selten wahrgenommen, am häufigsten wurden Verkehrsthemen eingebracht. Es wird eine Zeitschrift Quavier herausgegeben, die 4-mal jährlich erscheint. Die erste Quartierkommission Stadtteil 4 hat 1977 den «Versuchsbetrieb» aufgenommen und sich weiterentwickelt, bis dann 2004 das Reglement über die politischen Rechte voll ausgestaltet wurde.
Intern nennt QUAV 4 grundsätzlich die statistischen Bezirke «Quartiere» und ihre zu den gebräuchlichen Quartieren gehörigen werden als «Kleinquartiere» bezeichnet. Dabei gibt es Abweichungen in der Bezeichnung: Ein Quartier, Burgfeld/Galgenfeld, umfasst namentlich alle gebräuchlichen Quartiere des statistischen Bezirkes Beundenfeld. Die weiteren fünf von QUAV 4 geführten Quartiere entsprechen namentlich den statistischen Bezirken von Bern. Weitere kleine Abweichungen sind, dass die Gewerbezone Galgenfeld nur Galgenfeld genannt wird und dass der Schermenwald nicht dazugerechnet wird (Waldungen werden nur bernweit auch als Quartiere geführt – wahrscheinlich, weil sie der Forstverwaltung unterstehen). Auf ihrer Website veröffentlichen sie auch eine Karte der bernweiten gebräuchlichen Quartiere, sodass davon auszugehen ist, dass bernweite und lokale Sicht nebeneinander existieren.

## Politik
Die Stimmenanteile der Parteien anlässlich der Wahl des Stadtrates vom 29. November 2020 betrugen: SP 24,3 % (davon JUSO 2,3 %),  glp 14,6 % (davon jglp 2,5 %), FDP 14,5 % (davon jf 1,3 %), GB 10,8 %, GFL 9,8 %, SVP 8,0 %, JA! 4,2 %, CVP 3,7 %, BDP 2,9 %, AL 2,4 %, EVP 2,3 %, GaP 1,5 %, PdA 1,1 %, zämä 0,5 %, EDU 0,4 %, DLSSLP 0,2 %. Kirchenfeld-Schosshalde ist im Vergleich der Stadtteile der Stadtteil mit dem besten Ergebnis für glp, FDP, und GaP.
Im Vergleich mit dem gesamtstädtischen Ergebnis schnitten im wohlhabenden Stadtteil Kirchenfeld-Schosshalde die FDP klar, die Grünliberalen und die bürgerlichen Mitteparteien etwas besser ab, während die linken Parteien ein unterdurchschnittliches Ergebnis erreichten.